# Schloss Rochlitz
Het Schloss Rochlitz is een kasteel in het westen van de stad Rochlitz in het district Mittelsachsen van de Duitse deelstaat Saksen.
Op de plaats van een in de tweede helft van de 10e eeuw opgerichte burcht, die in 1143 in bezit kwam van de markgraaf van Meißen bevindt zich een uitgebreid kasteelcomplex.
Zijn huidige uitzicht wordt – naast meerdere Romaanse gebouwen vooral bepaald door de ombouw tot kasteel voor de markgraven eind 14e eeuw. Latere uitbreidingen en verbouwingen volgden eind 15e en 16e eeuw toen het kasteel als tweede residentie, jachtslot en weduwenkasteel van het geslacht Wettin werd gebruikt.
Alles samen was de burcht en het latere kasteel acht maal de residentie van een leenman van het Saksische vorstenhuis.
Vanaf de 18e eeuw diende het kasteel als gerechtsgebouw en vanaf 1852 ook als gevangenis, waarvoor weer belangrijke verbouwingen nodig bleken.
Het in 1892 gestichte museum werd geleidelijk uitgebreid en zou uiteindelijk het volledige complex innemen.

## Ligging
Het kasteel ligt ten zuidwesten van de historische binnenstad van Rochlitz op een geleidelijk naar het oostnoordoosten afhellende uitloper van de Rochlitzer Berg.
Het complex ligt verspreid over:
- de Nosswitzer Schlossberg in het westen, die op een hoogte van 200 meter ligt. Een oppervlakte van 300 meter lang en 60 meter breed wordt door een laatmiddeleeuwse gracht afgescheiden van:
- de Rochlitzer Schlossberg met het eigenlijke kasteel van 90 bij 40 meter en opnieuw door een gracht afgescheiden van:
- het benedenslot met oostelijke voorburcht en Sint-Petri-kerk, die een oppervlakte van 220 bij 40 meter innemen.

Het adres is Sörnziger Weg 1, 09306 Rochlitz

## Geschiedenis

### Burcht Rochlitz in de middeleeuwen
In de Slavische tijd was de burcht het centrum van de gouw Rochlitz.
Archeologische vondsten laten vermoeden dat op de Nosswitzer Schlossberg - die zich aan de westzijde van het huidige kasteel bevindt - reeds een Slavische vestingwal uit de 9e eeuw bestond die later als westelijke voorburcht werd benut. Het gebied aan de Mulde kwam waarschijnlijk onder de Oost-Frankische koning Hendrik de Vogelaar onder Duits bestuur.
In de tweede helft van de 10e eeuw werd een burgward ingesteld, waarvan de Burcht Rochlitz het middelpunt vormde. Als parochiekerk voor de gehele burgward werd voor 981 in de oostelijke voorburcht door het bisdom Merseburg de Sint-Petrikerk gesticht.
In 995 wordt het gebied Roclitz voor het eerst in een oorkonde vermeld, toen bij de opheffing van het bisdom Merseburg, het Zwickaudal als grens tussen de bisdommen Naumburg en Meissen werd aangeduid.
De burscht Rochlitz met de omliggende gronden kwam rond 1000 als niet-leenroerig goed in het bezit van markgraaf Ekkehard I van Meissen. In de strijd tussen enerzijds de beide zonen Hermann en Ekkehard II van Meissen met hun oom markgraaf Gunzelin van Meissen over de nalatenschap stak Gunzelin in 1009 de burcht in brand.
De vermelding van dit feit door bisschop Thietmar van Merseburg die over de strijd schreef was meteen de eerste keer dat de burcht als dusdanig werd vermeld. In mei 1018 begaf Thietmar zich naar het zuidoostelijk deel van zijn diocees en nam de kerk van Merseburg in Rochlitz weer onder zijn hoede. Bovendien werden in de Petrikerk hoogstwaarschijnlijk vormsels toegediend.
In 1046 vervielen de bezittingen van Ekkehard weer aan het Heilig Roomse Rijk en werden door koning Hendrik III met de overige rijksgoederen langs de Mulde samengevoegd.
Rochlitz ontwikkelde zich in de 11e eeuw tot een belangrijke Salische rijksburcht.
Een schenkingsoorkonde uit 1074 door keizer Hendrik IV die onder andere het castellum Rochedez cum adiacente pago similiter nominato aan het bisdom Naumburg zou overgedragen hebben is omstreden, het zou om een twaalfde-eeuwse vervalsing gaan.
In 1143 bekwam markgraaf Koenraad I van Meissen de burcht en de gouw Rochlitz (provincia Rochelez) door schenking van koning Koenraad III van het Heilige Roomse Rijk. Daardoor werd het goed bezit van het Huis Wettin wat het tot 1918 bleef.
Na de troonsafstand van Koenraad in 1156 en zijn intrede in het klooster werden zijn bezittingen onder zijn vijf zonen verdeeld. Het graafschap Rochlitz verviel, samen met een deel van het graafschap Groitzsch aan Dedo V de Dikke, die zich weliswaar graaf van Groitzsch noemde, maar in Rochlitz resideerde. Onder zijn heerschappij werd het Rochlitzer Land uitgebouwd met de stichting van het Klooster Zschillen en de stichting van de stad Rochlitz met de Kunigunde-kerk, aan de voet van de burcht. De burcht zelf diende als residentie met een niet onbeduidende hofhouding. Uit deze periode dateren ook de omvangrijke romaanse delen van het complex, waaronder twee woontorens en de grote zaal in de zuidvleugel.
Na het uitsterven van de mannelijke lijn in de Rochlitzer-tak van de familie, werd het gebied in 1210 weer bij het markgraafschap Meissen ingelijfd. In 1223 werd de burcht door landgraaf Lodewijk IV van Thüringen veroverd..
Tussen 1286 en 1291 resideerde hier de landgraaf van Meissen: Frederik I van Saksen-Lauchstädt, die er in 1288 zijn vader (landgraaf Albrecht II van Meissen) gevangen hield. Tussen 1296 en 1298 behoorde de burcht nog even aan het Heilige Roomse Rijk tot markgraaf Friedrich uit zijn verbanningsoord in Tirol terugkeerde en de troepen uit Meissen de burcht heroverden. Daarbij werd de koninklijke stadhouder Hendrik van Hessen, een neef van de koning, gevangengenomen. Van 1325 tot 1329 resideerde Frederik II de Ernstige in Rochlitz.
Onder de samen regerende broers Frederik III van Meissen; Balthasar van Thüringen en Meissen en Willem I van Meissen, de Eenogige, kende Rochlitz een verdere bloei.
Markgraaf Willem I liet eind 14e eeuw indrukwekkende gotische bouwwerken uitvoeren, waaronder de inrichting van het vorstenverblijf (1375-1380), de beide torens “Jupen” genaamd (1390)en de ombouw van de dwarsbeuk met de kapel, en de zuidvleugel. Het resultaat van deze aanpassingen tot “kasteel” bepalen in grote mate het huidige uitzicht van het complex.
In die periode diende het gebouw ook als ontvangkantoor en financiënarchief .

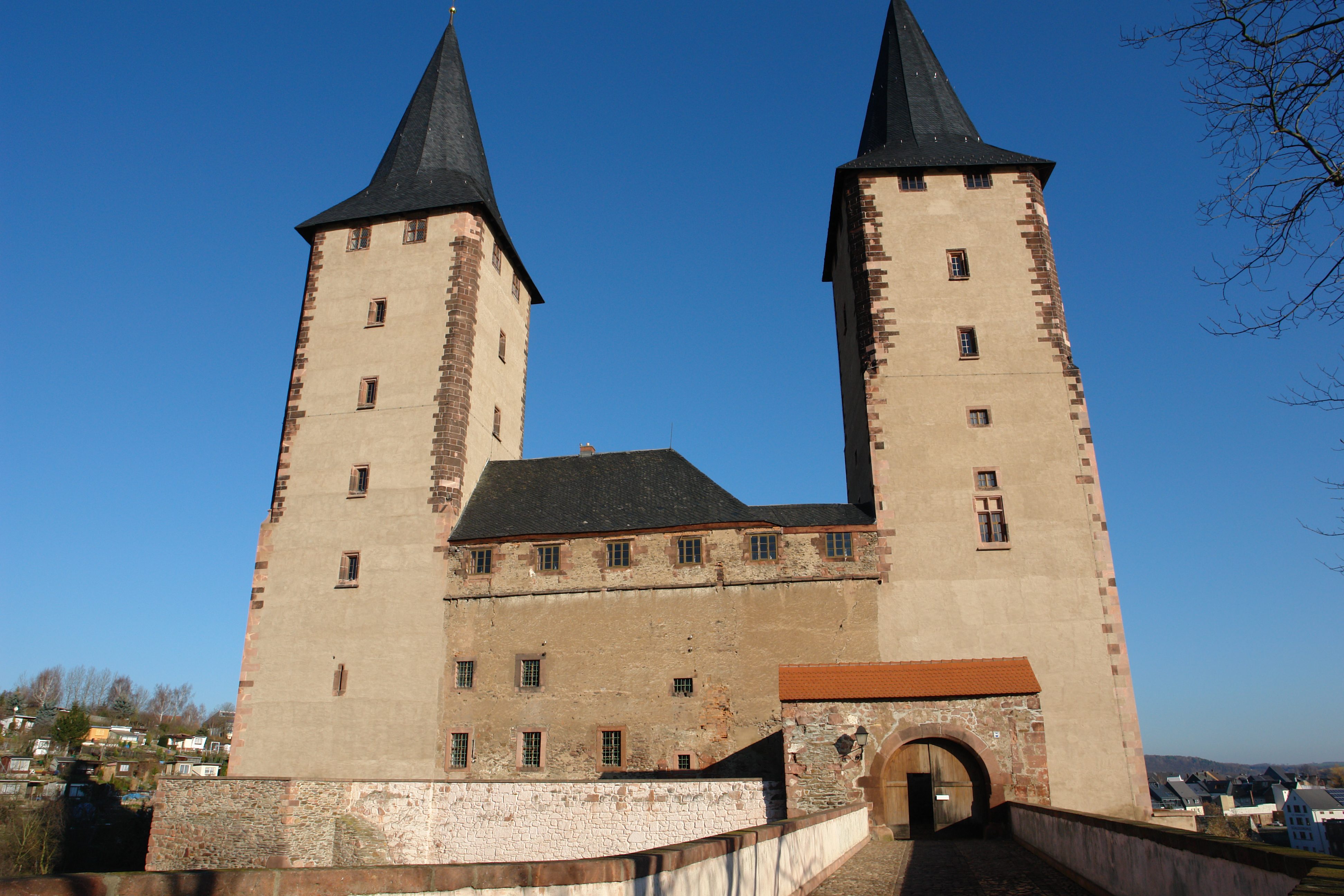
Schloss Rochlitz

In 1430 moest het kasteel verdedigd worden tegen de hussieten: de stad viel maar het kasteel niet. Hij verbleef er al eerder, maar dit was ook het verbanningsoord van hertog Sigismund van Saksen, nadat hij als bisschop van Würzburg was afgezet.
In de tweede helft van de 15e eeuw werd het goed verder omgebouwd tot versterkt kasteel, waarin hertogin Amalia van Saksen van 1481 tot 1501 verbleef. In dezelfde periode werd de slotkapel verbouwd (1480) en de Sint-Petrikerk herbouwd (1470-1499).
Van 1507 tot 1510 was het kasteel de residentie van Frederik van Saksen, grootmeester van de Duitse Orde. In 1511 werd markgraaf Albrecht van Brandenburg-Ansbach in Zschillen in de Duitse Orde opgenomen en reeds de volgende dag in Schloss Rochlitz tot opvolger van de grootmeester bevorderd.

### Het kasteel Rochlitz in de nieuwe tijden
Een cultureel hoogtepunt voor stad en kasteel was de periode 1537 tot 1547 toen hertogin Elisabeth van Hessen-Marburg], een toongaangevende promotor van de Reformatie in Saksen, hier kwam verblijven.
Van 1586 tot 1591 was keurvorst Christiaan I van Saksen de bewoner en van 1591 tot 1611 zijn weduwe Sofie. In die tijd werd het goed omgebouwd tot jachtslot met aanpassing van het vorstenverblijf (1537-1547) en de bouw van het "Kleine Haus". Tegen 1548 werd op de ‘’Schlossberg’’ een renaissance-lusttuin en een wijngaard aangelegd.
In de Dertigjarige Oorlog werd het kasteel meermaals belegerd en ingenomen door de Zweedse troepen. Daarvan getuigen nog de inslagen van kanonskogels in de “donkere Juppe”. Daarbij werd ook de benedenburcht in 1645 door brand vernield.
In 1693 benoemde keizer Leopold I op verzoek van keurvorst Johan George IV van Saksen zijn maîtresse Magdalena Sibylla von Neitschütz tot rijksgravin van Rochlitz.
Tijdens de Grote Noordse Oorlog was het kasteel tweemaal Zweeds garnizoen.
In 1718 ziet men van de bouw van de kasteelbrug af en in de 18e eeuw vervalt het benedenkasteel dat uiteindelijk wordt afgebroken. Ook andere delen, zoals de verdieping van de grote zaal en het “Kornhaus” worden gesloopt.
In 1848 werd in het vrijwel ongebruikte kasteel een wachtcommado van 22 schutters en later ook infanterie gestationeerd. Vanaf 1850 was het ook de zetel van de districtsrechtbank. In 1852 werd het vorstenverblijf en de dwarsbeuk ten behoeve van de rechtbank omgebouwd, en bouwde men het tot 1961 gebruikte cellengebouw voor preventieve hechtenis.
In 1893 richtte leraar Dr. W. C. Pfau (1862–1946) in de slotkapel een museum in. Tijdens de periode van het Derde Rijk werden van 1934 tot 1936 belangrijke saneringswerken uitgevoerd in het kader van het "Rheinhard-Programma", waaronder de opening van de “lichte Jupe” als uitzichtstoren. In 1944-1945 was het kasteel stapelplaats voor kunst- en cultuurgoederen uit het staatsarchief van Dresden, de universiteitsbibliotheek van Leipzig en het Museum voor beeldende kunst van Leipzig. Na 1949 ging veel verloren.

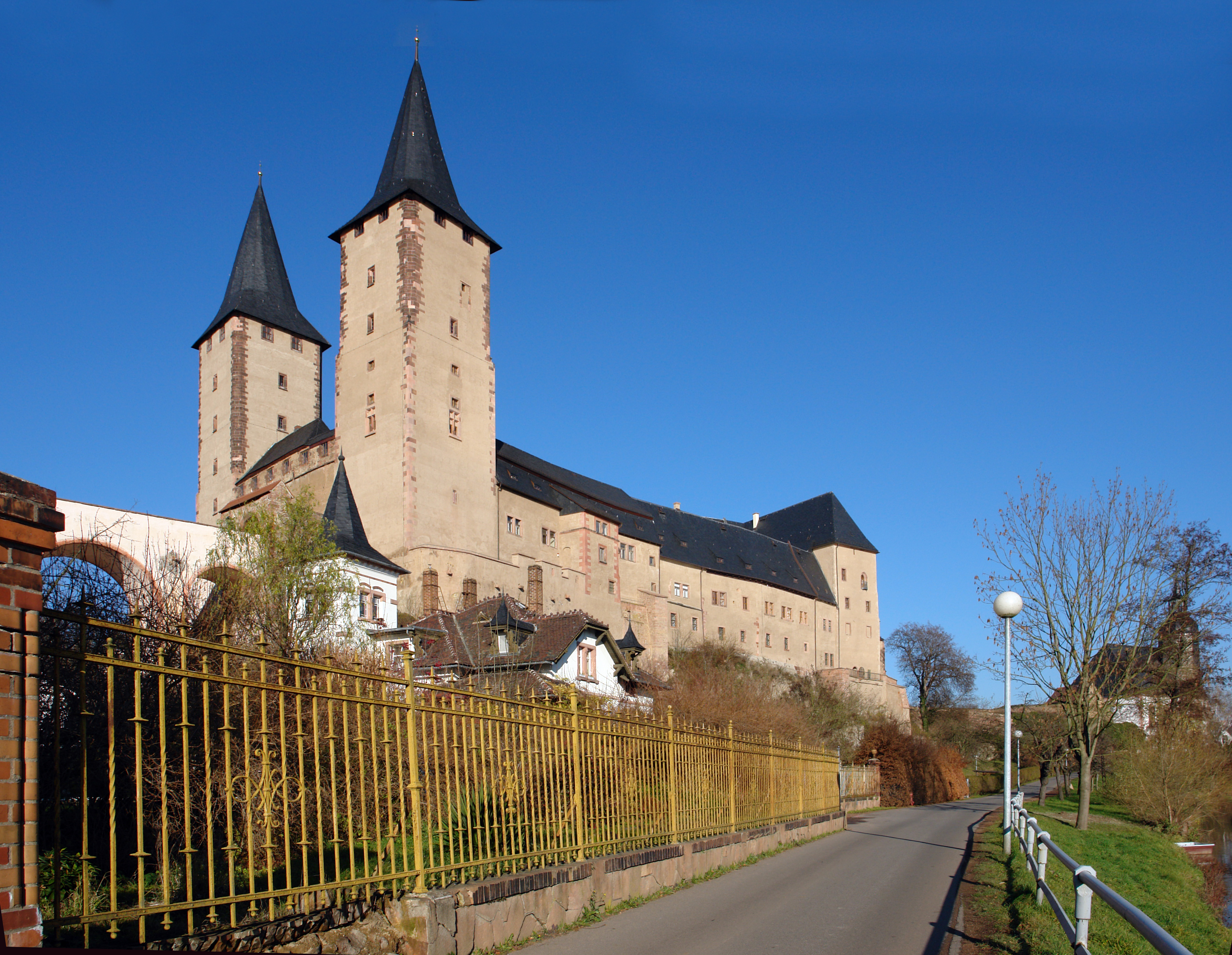
Schloss Rochlitz

Van april tot juni 1945 was er hier een opvangkamp van het Amerikaans leger voor krijgsgevangenen en functionarissen uit de NSDAP. Na de overname van het gebied door de Sovjet-Russische troepen werd het getransformeerd in een ambtsgebouw van het Sovjet-Russische “Ministerie van Binnenlandse Zaken”. In mei 1948 kon het museum heropend worden, maar omvangrijke verliezen door plunderingen en ondeskundige handelingen waren te betreuren. In de DDR-tijd werd het kasteel in 1960 overgedragen van het Ministerie van Justitie naar het stadsbestuur en kreeg vervolgens verschillende bestemmingen: woongebouw, ambtsgebouw, stadsarchief, museum en naschoolse opvang. Vanaf die tijd werd door de museumleiding en vrijwilligers weer met de uitbouw van het museum begonnen
Het vertrek van de districtsrechtbank in 1990 en de aansluitende afbraak van het cellengebouw en de reconstructie van de vestingomloop luidde een nieuwe fase in.
Het bondsland Saksen nam in 1994 het goed over en begon met uitgebreide verstevigingen, saneringen en restauraties, samen met archeologische opgravingen.